# Al-Muixàkkar
Al-Muixàqqar (àrab: المشقر, al-Muxaqqar) fou una antiga població de la costa oriental d'Aràbia a la regió de Bahrayn o Hàjar (actualment al-Ahsa, a l'Aràbia Saudita). La seva situació exacta és desconeguda.
Hauria estat fundada per un rei de Kinda, Mussa ibn al-Hàrith, o segons una altra tradició per un oficial de la cavalleria sassànida. Després la tribu dels Abd-al-Qays hi va tenir el seu ídol, Dhu-l-Laba i s'hi feia una fira important el mes de jumada segon en què hi participaven comerciants perses de l'altre costat del golf. A l'inici de l'expansió de l'islam els Banu Tamim la tenien sota dependència dels sassànides. Després de la Ridda, el cap rebel de Bahrayn al-Múndhir ibn Numan es va retirar a aquesta població abans d'unir-se a Mussàylima ibn Habib. Va ser encara prospera durant el primer segle de l'islam. El 692/693 el general Abd-al-Malik Úmar ibn Ubayd-Al·lah ibn Màmar, amb tropes de Kufa i Bàssora, va perseguir fins aquí al cap kharigita Abu-Fudayk i el van assetjar a la població fins que es va rendir. Després hauria entrat en decadència però encara el 903 Ibn al-Faqih hi esmenta una gran mesquita (la més gran de Bahrayn), però cap més autor en fa referència i sembla haver desaparegut durant aquest segle.